# Denis Dmitrijewitsch Tscheryschew
Denis Dmitrijewitsch Tscheryschew (russisch Денис Дмитриевич Черышев; spanisch Denís Chéryshev; englisch Transkription Denis Dmitriyevich Cheryshev; * 26. Dezember 1990 in Nischni Nowgorod, Russische SFSR, Sowjetunion) ist ein russischer Fußballspieler. Der Stürmer, der auch die spanische Staatsangehörigkeit besitzt, spielte seit 2024 in Griechenland für Panionios.

## Vereinskarriere
Denis Tscheryschew ist der Sohn des ehemaligen Fußballprofis und russischen Nationalspielers Dmitri Tscheryschew. Als dieser 1996 von Sporting Gijón unter Vertrag genommen wurde, ging der damals fünfjährige Denis mit ihm nach Spanien. Beim asturischen Verein begann er in der Jugend mit dem Fußballspielen. Im Jahr 2001 folgte er seinem Vater zum FC Burgos, bevor er im Sommer 2002 im Alter von elf Jahren in die Jugendakademie von Real Madrid gelangte. Dort begann er in der Mannschaft Alevín A (U-12) und durchlief fortan diverse Nachwuchsteams bis zur A-Jugend in der Saison 2008/09. Am 1. März 2009 absolvierte er im Spiel gegen Universidad Las Palmas sein Debüt in der Zweitmannschaft des Klubs, Real Madrid Castilla, in der er jedoch nur sporadisch zum Einsatz kam. Erst zur Saison 2010/11 ging er in den Kader der damals in der Segunda División B spielenden zweiten Mannschaft von Real über. In der Saison 2011/12 stieg er mit seinem Team in die Segunda División auf.

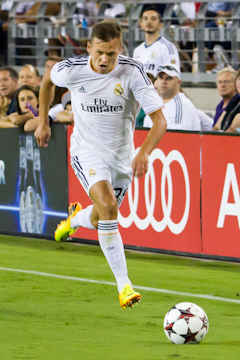
Tscheryschew im Trikot der Madrilenen (2013)

Am 27. November 2012 gab Tscheryschew im Pokalspiel gegen CD Alcoyano sein Debüt in der ersten Mannschaft von Real Madrid. Vor Beginn der Saison 2013/14 verlängerte er seinen Vertrag bis zum 30. Juni 2017 und rückte fest in die erste Mannschaft auf. Noch vor Ablauf der Sommertransferperiode verlieh ihn der Klub für ein Jahr an den Ligakonkurrenten FC Sevilla. Mit den Andalusiern debütierte er am 25. September 2013 in der Primera División; am 20. Februar 2014 bestritt er gegen NK Maribor sein erstes Spiel in der Europa League, die sein Klub durch einen Finalsieg gegen Benfica Lissabon gewann. Tscheryschew selbst brachte es in jener Spielzeit nur auf fünf Pflichtspieleinsätze.
Zur Saison 2014/15 wechselte Tscheryschew ebenfalls auf Leihbasis zum FC Villarreal. Dort spielte er u. a. sechsmal in der Copa del Rey und sah drei Gelbe Karten, die letzte im Halbfinal-Rückspiel gegen den FC Barcelona, in dem Villarreal ausschied. Tscheryschew war dadurch für das nächste Pokalspiel in der folgenden Saison gesperrt. Dennoch absolvierte er am 2. Dezember 2015 mit Real Madrid in der vierten Hauptrunde des spanischen Pokals das erste Spiel des Vereins in diesem Wettbewerb beim FC Cádiz und steuerte in der dritten Minute den Treffer zum 1:0 für Madrid bei. Die Sperre sei zu Beginn des Spiels weder Cheftrainer Rafael Benítez noch der Vereinsführung oder dem Spieler selbst bekannt gewesen, da Villarreal nach Ablauf des Leihgeschäfts keine Informationen dazu gegeben habe. Als während des Spiels die Sperre bekannt geworden sei, habe man „den Spieler unmittelbar“ ausgewechselt. Der FC Cádiz legte Einspruch gegen die Wertung des Ergebnisses ein, der Cádiz Recht gab und Madrid aus dem Wettbewerb ausschloss.
Tscheryschew wurde am 1. Februar 2016 bis Ende Juni an den FC Valencia verliehen.
Zur Saison 2016/17 kehrte Tscheryschew nicht zu Real Madrid, sondern zum FC Villarreal zurück, der ihn fest verpflichtete und mit einem Fünfjahresvertrag bis zum 30. Juni 2021 ausstattete.
Im August 2018 wurde er an den FC Valencia verliehen, für den er bereits 2016 aktiv war. Im Anschluss wechselte er fest nach Valencia.
Nach Vertragsende wechselte Tscheryschew im August 2022 zum FC Venedig, wo er einen Zweijahresvertrag mit Option auf ein weiteres Jahr unterzeichnete.

## Nationalmannschaft
Obwohl Tscheryschew auch über die spanische Staatsbürgerschaft verfügt, entschloss er sich schon während seiner Jugendzeit dazu, für den russischen Verband zu spielen. Mit der russischen U-21-Auswahl bestritt er bei der EM 2013, bei der seine Mannschaft in der Vorrunde ausschied, alle drei Spiele und erzielte ein Tor.
Im Zuge eines Testspiels in Krasnodar gegen die USA am 14. November 2012 gab Tscheryschew sein Debüt in der von Fabio Capello trainierten A-Nationalmannschaft.
Im Eröffnungsspiel der Weltmeisterschaft 2018 im eigenen Land erzielte Tscheryschew nach seiner Einwechslung zwei Tore beim 5:0 gegen Saudi-Arabien. Er wurde zum Man of the Match gewählt. Sein Vater hatte in einem Interview mit einem russischen Sportmagazin gesagt, dass seinem Sohn vor dem Turnier ein Wachstumshormon gespritzt worden sei. Tscheryschew sagte später, dass er nicht gedopt sei und dass man seinen Vater falsch verstanden habe. Die Mannschaft erreichte schließlich das Viertelfinale, wo sie Kroatien im Elfmeterschießen unterlag. Zur Fußball-Europameisterschaft 2021 wurde er in den Kader Russlands berufen, kam aber mit diesem nicht über die Gruppenphase hinaus.

## Erfolge
- Champions-League-Sieger: 2015/16
- Europa-League-Sieger: 2013/14